# Pedro Henrique Azevedo Pereira
Pedro Henrique Azevedo Pereira, mais conhecido como Pedrinho (Salvador, 11 de julho de 2002), é um futebolista brasileiro que atua como lateral-esquerdo. Atualmente, defende o Shakhtar Donetsk

## Carreira

### Vitória
Nascido em Salvador, Bahia, Pedrinho foi aprovado em uma peneira do Vitória quando tinha 10 anos de idade e se transferiu para as categorias de base do clube em 2012. Pedrinho se destacou na Copa do Nordeste de Futebol Sub-20 de 2019, aonde sua equipe foi campeã, e atuando pelo Campeonato Brasileiro Sub-20, onde o Vitória fez uma campanha razoável, mas não conseguiu a classificação para a segunda fase.
Ele fez sua estreia profissional em 29 de janeiro de 2021, entrando como substituto na vitória por 1–0 sobre o Brasil de Pelotas, pela Série B de 2020. Definitivamente promovido ao elenco principal para a temporada de 2021, em 20 de fevereiro, Pedrinho renovou seu contrato até o ano de 2024. Logo, ele se tornou um titular regular na lateral-esquerda do time e foi nomeado o jogador revelação do Campeonato Baiano de 2021.
Em 20 de agosto de 2021, em meio a negociações de transferência com o Athletico Paranaense, o Vitória rescindiu o contrato de Pedrinho. Em 2 de setembro, o Vitória divulgou um comunicado dizendo que, apesar da "conclusão da transferência", o contrato de Pedrinho com o Athletico não foi registrado, nem seu contrato com o Vitória não foi restabelecido no seu retorno a Salvador.
Pelo Vitória, fez 34 jogos e marcou nenhum gol.

### Athletico Paranaense
Em 17 de setembro de 2021, o Athletico Paranaense anunciou a contratação de Pedrinho, o jogador assinou um contrato de cinco anos. Apesar de concordar com uma taxa de R$ 8,5 milhões para sua transferência, o Athletico Paranaense alegou que o jogador era um agente livre no momento da assinatura, e que a transferência não foi concluída devido a problemas com os agentes de Vitória e Pablo Siles, já que o clube planejava contratar os dois jogadores em um acordo de R$ 10 milhões.
Sua estreia pelo clube aconteceu em 9 de outubro, entrando como substituto em uma derrota em casa por 2–0 para o Bahia, pelo Campeonato Brasileiro de 2021.

## Estatísticas
Atualizado até 12 de janeiro de 2022.

### Clubes
| Equipe               | Temporada         | Campeonato nacional | Campeonato nacional | Campeonato nacional | Copa nacional[a] | Copa nacional[a] | Copa nacional[a] | Competições continentais[b] | Competições continentais[b] | Competições continentais[b] | Outros torneios[c] | Outros torneios[c] | Outros torneios[c] | Total | Total | Total   |
| Equipe               | Temporada         | Jogos               | Gols                | Assist.             | Jogos            | Gols             | Assist.          | Jogos                       | Gols                        | Assist.                     | Jogos              | Gols               | Assist.            | Jogos | Gols  | Assist. |
| -------------------- | ----------------- | ------------------- | ------------------- | ------------------- | ---------------- | ---------------- | ---------------- | --------------------------- | --------------------------- | --------------------------- | ------------------ | ------------------ | ------------------ | ----- | ----- | ------- |
| Vitória              |                   |                     |                     |                     |                  |                  |                  |                             |                             |                             |                    |                    |                    |       |       |         |
| 2020                 | 1                 | 0                   | 0                   | —                   | —                | —                | —                | —                           | —                           | —                           | —                  | —                  | 1                  | 0     | 0     |         |
| 2021                 | 14                | 0                   | 1                   | 5                   | 0                | 0                | —                | —                           | —                           | 14                          | 0                  | 0                  | 33                 | 0     | 1     |         |
| Total                | 15                | 0                   | 1                   | 5                   | 0                | 0                | 0                | 0                           | 0                           | 14                          | 0                  | 0                  | 34                 | 0     | 1     |         |
| Athletico Paranaense | 2021              | 11                  | 0                   | 0                   | —                | —                | —                | 0                           | 0                           | 0                           | —                  | —                  | —                  | 11    | 0     | 0       |
| Athletico Paranaense | 2022              | 0                   | 0                   | 0                   | 0                | 0                | 0                | 0                           | 0                           | 0                           | 0                  | 0                  | 0                  | 0     | 0     | 0       |
| Athletico Paranaense | Total             | 11                  | 0                   | 0                   | 0                | 0                | 0                | 0                           | 0                           | 0                           | 0                  | 0                  | 0                  | 11    | 0     | 0       |
| Total na carreira    | Total na carreira | 26                  | 0                   | 1                   | 5                | 0                | 0                | 0                           | 0                           | 0                           | 14                 | 0                  | 0                  | 45    | 0     | 1       |

- a. ^ Jogos da Copa do Brasil
- b. ^ Jogos da Copa Sul-Americana e da Copa Libertadores da América
- c. ^ Jogos do Campeonato Baiano, Copa do Nordeste e do Campeonato Paranaense

## Títulos

### Clubes
Athletico Paranaense
- Copa Sul-Americana: 2021[26]
- Campeonato Paranaense: 2023

### Prêmios individuais
- Revelação do Campeonato Baiano: 2021[10][27][28][29]